# Literatura și artele române în a doua jumătate a secolului XIX
Literatura și artele române în a doua jumătate a secolului XIX este o operă literară scrisă de Ion Luca Caragiale. Publicată în volumul schițe ușoare, 1896, „încercarea critico-istorică”, așa cum precizează autorul, „era menită a se citi ca o conferință la Ateneul Român”. A fost reprodusă în 1908 în Momente, schițe, amintiri.